# Bernard Williams
Bernard Williams (n. 19 ianuarie 1978, Baltimore, Maryland, SUA) este un atlet ce a reprezentat Statele Unite ale Americii, medaliat olimpic. A participat la 2 ediții ale Jocurilor Olimpice (2000, 2004) în care a câștigat o medalie de aur și o medalie de argint în probele de 4x100 m și 200 m.

## Palmares
| An   | Competiție            | Locație           | Loc | Eveniment | Note  |
| ---- | --------------------- | ----------------- | --- | --------- | ----- |
| 1999 | Jocurile Panamericane | Winnipeg, Canada  | 1   | 100 m     | 10,08 |
| 1999 | Jocurile Panamericane | Winnipeg, Canada  | 4   | 4 × 100 m | 39,00 |
| 2000 | Jocurile Olimpice     | Sydney, Australia | 1   | 4 × 100 m | 37,61 |
| 2001 | Campionatul Mondial   | Edmonton, Canada  | 2   | 100 m     | 9,94  |
| 2001 | Campionatul Mondial   | Edmonton, Canada  | –   | 4 × 100 m | DS    |
| 2003 | Campionatul Mondial   | Paris, Franța     | 4   | 100 m     | 10,13 |
| 2003 | Campionatul Mondial   | Paris, Franța     | 1   | 4 × 100 m | 38,02 |
| 2004 | Jocurile Olimpice     | Atena, Grecia     | 2   | 200 m     | 20,01 |

## Legături externe
- en Bernard Williams la World Athletics
- en Bernard Williams la Olympedia.org